# Orde de l'Esperit Sant

Collar de l'orde.

L'orde de l'Esperit Sant fou un orde de cavalleria francès, el més alt del regne de França, fundat el 31 de desembre de 1578 per Enric III de França sota el lema Duce et auspice. Va donar aquest nom a l'orde com a record de tres fets succeïts el dia de Pentecosta, o de vinguda de l'Esperit Sant: el seu naixement, la seva elecció com a rei de Polònia i el seu ascens al tron de França.
Estava format per cent cavallers i requeria proves de noblesa i ser cavaller de l'orde de Sant Miquel. Segons Vicenç Bastús, en aquest orde es va refundar un antic orde homònim, creat per Lluís IX, que en aquell moment havia perdut el seu antic esplendor. Els cavallers havien d'anar vestits segons el reglament cerimonial específic: capes de vellut brodades d'or; el brodat marcava amb emblemes especials el barret, el mantell, el gipó i els guants, brodats amb un colom, que representava l'Esperit Sant, en or i argent en el revers de les mans.
La seva divisa era un collar d'or, de pes de 300 escuts, compost de flors de lis envoltades de flames d'or, esmaltades de gules i entrellaçades amb les lletres H i L, inicials dels reis Enric III i Lluís IX, en francès Henri i Louis. Penjava del collar una creu d'or, amb vores esmaltades de blanc i amb flors de lis en aspa. Al centre de l'anvers hi havia un colom, que era, de fet, l'emblema de l'orde; en el revers hi havia la imatge de sant Miquel, per indicar la unió dels dos ordes. Més tard s'utilitzà una banda ampla de seda de color blau, de la qual penjava una creu, amb una placa brodada en el costat esquerre del pit, igual a l'anvers de la creu.
L'orde fou abolit el 1792, durant la Revolució Francesa, i restaurat el 1814 per Lluís XVIII. Dou definitivament abolit el 1831, encara que actualment sembla que continua present entre les branques pretendents al tron de França, la del comte de París i la dels legitimistes d'Alfonso de Borbón y Martínez-Bordiu.